# Agrypnie (groupe)
Pour les articles homonymes, voir Agrypnie.
Agrypnie est un groupe allemand de metal extrême. Le groupe débute en 2004 en tant que projet solo de Torsten Hirsch (chanteur de Nocte Obducta, anciennement guitariste d'Asaru, Area 51). Le groupe est classé entre autres dans le black metal plus avant-gardiste (avec des traits progressifs, des éléments doom et des éléments de post-rock). Le groupe se classe lui-même dans le post-black metal, mais Torsten Hirsch souligne qu'il ne réfléchit pas à « l'appartenance à une scène ou à d'autres conneries de ce genre. »

## Histoire

### F51.4(2004-2006)
En 2005, une publication split avec le groupe de death metal allemand Fated sortie sur le Umtrunk Mailorder. La publication suivante, un album indépendant enregistré en solo par Torsten Hirsch, sort en 2006 sur le label Supreme Chaos Records sous le nom de F51.4, seuls les textes sont écrits par Marcel Breuer (guitare, textes, chant chez Nocte Obducta).
Le titre de l'album F51.4 se réfère au système de diagnostic médical CIM-10 et désigne un trouble du sommeil non organique qui se manifeste par des épisodes nocturnes de peur et de panique extrêmes accompagnés de hurlements violents. Torsten Hirsch lui-même ne s'exprime pas sur la signification du titre, mais explique avoir eu des problèmes de troubles du sommeil par le passé et est donc fasciné par « la manière dont les rêves, le sommeil ou la privation de sommeil affectent les gens. » Les textes de F51.4 traitent principalement de thèmes tels que la solitude sociale et l'isolement, qui se retrouvent également dans le concept global de la conception de l'album et de l'élaboration musicale.
La musique est difficile à classer par style. Elle comporte des éléments de (post-)black metal et de death metal. Le son clinique et stérile de la boîte à rythmes, qui est remplacée par un batteur lors des concerts, a souvent été critiqué. Torsten a justifié l'utilisation de la boîte à rythmes par le manque d'argent et la meilleure qualité sonore. Rétrospectivement, il trouve que la musique sonne « un peu plus froide » grâce à la boîte à rythmes sur le premier album.

### Exitet16[485](2007-2011)
Le premier line-up est constitué par Torsten Hirsch, qui assurait le chant en live, et se composait de René Schott (ex-Rising Hate, ex-The Crap, ex-Angelus Mortis), Nikolaj « Nachtsturm » Rüster, Andreas Ballnus (Philosophobia, Paul-Di'Anno-Band) et Carsten Pinkle (Cheeno, ex-Affliction, ex-Autumnblaze). Le 2 octobre 2007, le groupe fait ses débuts sur scène à Darmstadt. Le guitariste Nikolaj a été remplacé par Dominik P. (Wastefall). D'autres concerts ont lieu au festival Heidenei, qui se déroule le 6 avril 2008 à Louisbourg dans la Rock Fabrik, et au Summer Breeze.
Le deuxième album, intitulé Exit, sort en août 2008. Il contient onze morceaux et a une durée totale de plus de 60 minutes. Cette fois-ci, à l'exception de Fenster zum Hof, Wohin, Schwarz et In den Weiten (de Marco V.), les textes n'ont pas été écrits par Marcel, mais par Torsten Hirsch. La boîte à rythmes est remplacée par René Schott à la batterie, qui faisait déjà partie de la formation depuis 2007. En décembre 2009, Dominik P. et Andreas Ballnus sont remplacés par Martin K. et Patrick Baumann (Melkor, ex-Nocte Obducta).
Après plusieurs reports, un album déjà enregistré en août 2009, sort en décembre 2009 sous le titre 16[485]. Le producteur Phil y contribue aux pistes de basse électrique, René Schott joue de la batterie et Torsten Hirsch chante et joue de la guitare. Les paroles de 16[485]/Brücke aus Glas sont écrites par Alboin, le compositeur d'Eïs. Depuis, ce dernier chante occasionnellement la chanson avec Torsten lors de concerts. Toujours en janvier 2010, Matthias « Nathanael » S. (Heretoir, Thränenkind, Bonjour Tristesse) a remplacé Carsten, qui a quitté le groupe pour des raisons personnelles, à la basse. De plus, depuis 2010, le batteur Phil Hertrich (Hellscape, ex-Rising Hate, ex-Violation) est occasionnellement actif pour le groupe en tant que remplaçant de René sur scène. Lors de la première tournée de Flammentriebe (avec Dornenreich), ils parcourent l'Allemagne, l'Autriche et la Suisse.

### Aetas Cineris(depuis 2011)
En octobre 2011, la tournée de Flammentriebe se poursuit et s'étend aux Pays-Bas, à la République tchèque et à l'Italie. Au cours de cette tournée, le futur guitariste David « Eklatanz » C. (Heretoir, guitare live pour Thränenkind) a déjà aidé Patrick. En novembre 2011, l'EP Asche sort en guise d'avant-goût à un nouvel album, car bien qu'ils aient déjà enregistré en studio en juillet 2011, ils ont dû interrompre les enregistrements pour des raisons de temps et d'organisation et n'ont pu les reprendre qu'en septembre 2012. Au début de l'année 2012, David « Eklatanz » C. remplace le guitariste sortant Patrick Baumann et en juin 2012, le claviériste live Sebastian « Flange » Fürst (Nocte Obducta) rejoint le groupe de manière permanente. En été 2012, Agrypnie joue (entre autres avec Dornenreich, Cannibal Corpse, Der Weg einer Freiheit, Eisregen) à l'Extremefest à Hünxe et (entre autres avec Dark Tranquillity, Paradise Lost, Behemoth) au Summer Breeze.
Le 15 mars 2013, Supreme Chaos Records sort l'album Aetas Cineris, qui comprend les morceaux Gnosis et Erwachen de l'EP Asche. Cette sortie est accompagnée de la tournée Aetas Cineris (avec Heretoir, Der Weg einer Freiheit et divers groupes locaux comme Ruk Yale Ketema, Orcus Patera, Warcult, Karg! et Dead Alone). En mars 2014, Nathanael à la basse quitte le groupe après quatre ans pour des raisons personnelles. Il est remplacé par l'ancien guitariste du groupe, Andreas Ballnus. Une tournée pour le dixième anniversaire du groupe est mise en place pour octobre 2014. Comme Rene Schott n'était pas disponible pour la tournée, Moe Harringer de Mammon l'a remplacé à la batterie. Les enregistrements prévus pour juillet 2014 en vue d'une réédition de la split démo avec Fated datant de 2005 ont dû être reportés pour le moment. Un nouvel album est également en préparation à cette période. En novembre 2014, ils annoncent sur leur page Facebook le départ de René Schott après sept ans de service pour des raisons personnelles. Le batteur de la tournée, Moe Harringer, est alors confirmé comme remplaçant permanent de Rene.
En été 2017, Martin joue son dernier concert au festival Wolfszeit et quitte le groupe pour des raisons personnelles. Au début de l'année 2018, David quitte également le groupe pour des raisons personnelles.

## Discographie
- 2005 : Agrypnie vs. Fated (split-démo avec Fated)
- 2006 : F51.4 (album, Supreme Chaos Records)
- 2008 : Exit (album, Supreme Chaos Records)
- 2009 : 16[485] (album, Supreme Chaos Records)
- 2011 : Asche (EP, Supreme Chaos Records)
- 2013 : Aetas Cineris (album, Supreme Chaos Records)
- 2018 : Grenzgænger (album, Supreme Chaos Records)
- 2018 : Pavor Nocturnus (compilation, CD et vinyle, Supreme Chaos Records)
- 2021 : Metamorphosis (album)